# Landgericht Allenstein
Das Landgericht Allenstein war ein preußisches Gericht der ordentlichen Gerichtsbarkeit im Bezirk des Oberlandesgerichtes Königsberg mit Sitz in Allenstein.

## Geschichte
Das königlich preußische Landgericht Allenstein wurde mit Wirkung zum 1. Oktober 1879 als eines von sieben Landgerichten im Bezirk des Oberlandesgerichtes Königsberg gebildet. Der Sitz des Gerichtes war Allenstein. Das Landgericht war danach für die Kreise Allenstein, Neidenburg, Ortelsburg und Osterode zuständig. Ihm waren folgende zehn Amtsgerichte zugeordnet:
| Amtsgericht                    | Sitz       | Bezirk |
| ------------------------------ | ---------- | --- |
| Amtsgericht Allenstein         | Allenstein | Kreis Allenstein, außer dem Teil, der dem Amtsgericht Wartenburg zugeordnet war |
| Amtsgericht Gilgenburg         | Gilgenburg | aus dem Kreis Osterrode der Stadtbezirk Gilgenburg und die Amtsbezirke Döhlau, Elgenau, Frögenau, Heeselicht, Marwalde, Rauschken, Seemen und Tannenberg                                                                                            |
| Amtsgericht Hohenstein         | Hohenstein | aus dem Kreis Osterode der Stadtbezirk Hohenstein und die Amtsbezirke Hohenstein, Kurken, Manchenguth, Platteinen, Großpötzdorf, Seewalde, Wittgwalde und Wittmannsdorf sowie der Forstschutzbezirk Giballen aus dem Amtsbezirk Reichenau           |
| Amtsgericht Neidenburg         | Neidenburg | Landkreis Neidenburg, ohne die Teile, die dem Amtsgericht Soldau zugeordnet waren |
| Amtsgericht Ortelsburg         | Ortelsburg | Landkreis Ortelsburg, ohne die Teile, die den Amtsgerichten Passenheim und Willenberg zugeordnet waren |
| Amtsgericht Osterode i. Ostpr. | Osterode   | Landkreis Osterode, ohne die Teile, die den Amtsgerichten Gilgenburg und Hohenstein zugeordnet waren |
| Amtsgericht Passenheim         | Passenheim | aus dem Kreis Ortelsburg der Stadtbezirk Passenheim und die Amtsbezirke Gilgenau, Malschöwen, Nareythen, Kleinrauschken, Rummy und Scheufelsdorf sowie der Gemeindebezirk Anhaltsberg aus dem Amtsbezirk Corpellen                                  |
| Amtsgericht Soldau             | Soldau     | aus dem Kreis Neidenburg der Stadtbezirk Soldau und die Amtsbezirke Borchersdorf, Grodtken, Heinrichsdorf, Groß Koschlau, Klein Koschlau, Kyschienen, Groß Lensk, Rywoczin Niederhoff, Ruttkowitz, Scharnau, Tautschken und Usdau                   |
| Amtsgericht Wartenburg         | Wartenburg | aus dem Kreis Allenstein der Stadtbezirk Wartenburg und die Amtsbezirke Bartelsdorf, Cronau, Hirschberg, Lemkendorf, Lengainen, Maraunen, Mokainen, Preylowen (Preiwils), Purden, Forstbezirk Purden, Ramsau, Schönau und Wartenburg (Strafanstalt) |
| Amtsgericht Willenberg         | Willenberg | aus dem Kreis Ortelsburg der Stadtbezirk Willenberg und die Amtsbezirke Fürstenwalde, Kannwiesen, Groß Lattana, Groß Piwnitz, Großprzesdzienk und Schiemanen                                                                                        |

Der  Landgerichtsbezirk  hatte 1888 zusammen 239.635 Einwohner. Folgende Strafkammern wurden gebildet: Amtsgericht Neidenburg (für die Amtsgerichtsbezirke Neidenburg, Soldau, Gilgenburg) und Amtsgericht Ortelsburg (für die Amtsgerichtsbezirke Ortelsburg, Passenheim und Willenberg). Am Gericht waren ein Präsident, zwei Direktoren und sieben Richter tätig. Der Amtsgerichtsbezirk Soldau wurde 1920 an Polen abgetreten.
Im Jahre 1945 wurden der Landgerichtsbezirk unter polnische Verwaltung gestellt und die deutschen Einwohner vertrieben. Damit endete auch die Geschichte des Landgerichtes Allenstein.

## Richter
- Alfred Krühne (Direktor, 1912 bis 1920)